# Prix Gottfried-Wilhelm-Leibniz
Le prix Gottfried-Wilhelm-Leibniz (intitulé complet en allemand Förderpreis für deutsche Wissenschaftler im Gottfried Wilhelm Leibniz-Programm der Deutschen Forschungsgemeinschaft) est un prix décerné tous les ans par la Fondation allemande pour la recherche à des scientifiques travaillant en Allemagne.
Le prix Leibniz est considéré comme le prix de recherche scientifique le plus prestigieux en Allemagne et l'un des prix scientifiques les plus prestigieux au monde.

## Description
Le prix est doté de 2,5 millions d'euros (1,55 million d'euros jusqu'en 2006) par lauréat. Le prix peut être utilisé sur une période de sept ans (cinq ans jusqu'en 2006) selon les idées des gagnants pour leur travail de recherche sans contraintes administratives. Chaque année jusqu'à 10 personnes sont distinguées.
L'attribution du prix a été initiée par le président de la Fondation allemande pour la recherche Eugen Seibold (de). L'objectif du prix est formulé comme suit par la DFG : « Le but du Prix Leibniz est d'améliorer les conditions de travail des chercheurs exceptionnels, d'élargir leurs possibilités de recherche, de les libérer du travail administratif et de leur permettre d'employer plus facilement de jeunes chercheurs particulièrement qualifiés. »
Jusqu'en 2018 inclus, au total 358 prix Leibniz ont été attribués, dont certains fractionnés, à 52 femmes et 333 hommes scientifiques. Filtré selon les disciplines, le financement a été accordé 118 fois en sciences naturelles, 103 fois en sciences de la vie, 82 fois en sciences sociales et sciences humaines et 55 fois en sciences de l'ingénieur. Sept des bénéficiaires du prix Leibniz ont ensuite obtenu le prix Nobel, parmi lesquels Stefan Hell (2008), prix Nobel 2014,
Theodor W. Hänsch (1989), prix Nobel 2005,
Erwin Neher (1987), prix Nobel 1991,
Bert Sakmann (1987), prix Nobel 1991,
Hartmut Michel (1986), prix Nobel 1988,
Christiane Nüsslein-Volhard (1986) prix Nobel 1995.
Afin de promouvoir le libre accès, la Fondation allemande pour la recherche a créé, avec la Bayerische Staatsbibliothek un portail intitulé Leibniz Publik librement accessible en ligne contenant le texte intégral (y compris livres et essais) que des lauréats y ont déposés.

## Liste des lauréats

### Depuis 2021
2021 |
2022 |
2023 |
2024 |
2025
2025
- Volker Haucke - Biochimie et biologie cellulaire, Institut de recherche Leibniz en pharmacologie moléculaire (de)
- Hannes Leitgeb - Philosophie théorique, Université Louis-et-Maximilien de Munich
- Bettina Valeska Lotsch - Chimie des solides et des matériaux, Institut Max-Planck de recherche sur l'état solide
- Wolfram Pernice - Physique expérimentale, Université de Heidelberg
- Ana Pombo - Biologie génomique, Centre Max-Delbrück de médecine moléculaire (de)
- Daniel Rückert - Intelligence artificielle, Université technique de Munich
- Angkana Rüland - Mathématiques appliquées, Université de Bonn
- Michael Seewald - Théologie catholique, Université de Münster
- Maria-Elena Torres-Padilla - Épigénétique, Helmholtz Zentrum München
- Robert Zeiser - Hémato-oncologie, Hôpital universitaire de Fribourg (de)

2024
- Dmitri Efetov - Physique expérimentale des solides, Université Louis-et-Maximilien de Munich
- Tobias J. Erb - Microbiologie synthétique, Institut Max-Planck de microbiologie terrestre, Marburg, et Université de Marbourg
- Jonas Grethlein - Philologie classique, Ruprecht-Karls-Universität Heidelberg
- Moritz Helmstaedter - Neurosciences, Institut Max-Planck pour la recherche sur le cerveau, Francfort-sur-le-Main
- Ulrike Herzschuh - Géoécologie, Alfred-Wegener-Institut, Potsdam, et Université de Potsdam.
- Eike Kiltz - Cryptographie, Ruhr-Universität Bochum
- Rohini Kuner - Neuropharmacologie, Ruprecht-Karls-Universität Heidelberg
- Jörn Leonhard - Histoire moderne et contemporaine, Albert-Ludwigs-Universität Freiburg
- Peter Schreiner - Chimie moléculaire organique, Université Justus-Liebig de Gießen
- Eva Viehmann - Mathématiques, Université de Münster

2023
- Largus Angenent - Génie biologique, Eberhard Karls Universität Tübingen
- Claudia Höbartner - Chimie biologique, Université de  Wurtzbourg
- Achim Menges - Architecture, Université de Stuttgart
- Sarah Ellen O'Connor - Biosynthèse des substances naturelles, Institut Max-Planck d'écologie chimique
- Stefan Pfister - Oncologie pédiatrique, Centre allemand de recherche sur le cancer et Université de Heidelberg
- Hartmut Rosa - Sociologie, Université Friedrich-Schiller d'Iéna et Université d'Erfurt.
- Georg Schett - Rhumatologie, Université Friedrich-Alexander d'Erlangen-Nuremberg
- Catharina Stroppel - Mathématiques pures, Université rhénane Frédéric-Guillaume de Bonn
- Fabian Theis - Bio-informatique et informatique médicale, Helmholtz Zentrum München et Université technique de Munich.
- Anita Traninger - Littérature romane, Université libre de Berlin

2022
- Almut Arneth (de), Recherche en écosystèmes, Karlsruhe Institute of Technology (KIT)
- Marietta Auer (de), Droit, Max-Planck-Institut für Rechtsgeschichte und Rechtstheorie
- Iain Couzin, Biologie du comportement, Konstanz
- Eileen Furlong, Génomique fonctionnelle, European Molecular Biology Laboratory (EMBL)
- Peter Hommelhoff (de), Physique expérimentale, Université Friedrich-Alexander d'Erlangen-Nuremberg
- Stefanie Dehnen, Chimie inorganique moléculaire, Université de Marbourg[6]
- Gabriel Martinez-Pinedo, Physique théorique, Centre de recherche sur les ions lourds (GSI Helmholtz Centre for Heavy Ion Research) et Technische Universität Darmstadt[7]
- Mischa Meier, Histoire ancienne, Université Eberhard Karl de Tübingen
- Karen Radner, Études du proche orient ancien,  Ludwig-Maximilians-Universität München
- Moritz Schularick (en), Économie, Université rhénane Frédéric-Guillaume de Bonn

2021
- Asifa Akhtar, épigénétique, Institut Max-Planck de biologie cellulaire moléculaire et de génétique, Frribourg
- Elisabeth André, informatique, Université d'Augsbourg
- Giuseppe Caire, ingénierie théorique des communications, Technische Universität Berlin
- Nico Eisenhauer, recherche en biodiversité, Université de Leipzig
- Veronika Eyring, modélisation du système terre, Deutsches Zentrum für Luft- und Raumfahrt, Oberpfaffenhofen et Universität Bremen
- Katerina Harvati-Papatheodorou, paléoanthropologie, Université de Tubingen eet Senckenberg Centre for Human Evolution and Palaeoenvironment, Tübingen
- Steffen Mau, sociologie, Humboldt-Universität zu Berlin
- Rolf Müller, biologie pharmaceutique, Helmholtz-Institut für Pharmazeutische Forschung und Universität des Saarlandes, Saarbrücken
- Jürgen Ruland, immunologie, Klinikum rechts der Isar, Technische Universität München
- Volker Springel, astrophysique, Max-Planck-Institut für Astrophysik, Garching

### 2011 - 2020
2011 |
2012 |
2013 |
2014 |
2015 |
2016 |
2017 |
2018 |
2019 |
2020 |
2020
- Thorsten Bach, chimie, Université technique de Munich
- Baptiste Gault, science des matériaux, Institut Max-Planck de sidérurgie
- Johannes Grave, histoire de l'art, Université d'Iéna
- Thomas Kaufmann, théologie protestante, Université de Göttingen
- Andrea Musacchio, biologie cellulaire, Institut Max-Planck de physiologie moléculaire (de)
- Thomas Neumann, informatique, Université technique de Munich
- Marco Prinz, neuropathologie, Université de Fribourg-en-Brisgau
- Markus Reichstein, biochimie, Institut Max-Planck de biogéochimie
- Dagmar Schäfer, histoire des sciences, Institut Max-Planck d'histoire des sciences
- Juliane Vogel, science de la littérature, Université de Constance

2019
- Sami Haddadin, robotique, Université technique de Munich
- Rupert Huber, physique expérimentale, Université de Ratisbonne
- Andreas Reckwitz, sociologie, Université européenne Viadrina, Francfort/Oder
- Hans-Reimer Rodewald, immunologie, Centre allemand de recherche sur le cancer (DKFZ), Heidelberg
- Melina Schuh, biologie cellulaire, Institut Max-Planck de chimie biophysique (Karl-Friedrich-Bonhoeffer-Institut), Göttingen
- Brenda Schulman, biochimie, Institut Max-Planck de biochimie (MPIB), Martinsried
- Ayelet Shachar, sciences politiques et juridiques, Institut Max-Planck de recherche sur les sociétés multireligieuses et multiethniques, Göttingen
- Michèle Tertilt, sciences économiques , Université de Mannheim
- Wolfgang Wernsdorfer, physique du solide, Institut de technologie de Karlsruhe (KIT)
- Matthias Wessling, chimie des procédés, Université d'Aix-la-Chapelle (RWTH) et Leibniz-Institut für Interaktive Materialien (DWI), Aix-la-Chapelle

2018
Dix prix ont été attribués : neuf de 2,5 millions d'euros, et un partagé entre deux lauréats qui chacun reçoivent 1,25 million d'euros
- Jens Beckert (en), sociologie, Institut Max-Planck pour l'étude des sociétés, Cologne
- Alessandra Buonanno, physique gravitationnelle, Institut Max-Planck de physique gravitationnelle (Institut Albert-Einstein), Potsdam
- Nicola Fuchs-Schündeln (en), sciences économiques, Université Johann Wolfgang Goethe de Francfort-sur-le-Main
- Veit Hornung, immunologie, Genzentrum, Université Louis-et-Maximilien de Munich et Eicke Latz, immunologie, Universitätsklinikum Bonn, Université rhénane Frédéric-Guillaume de Bonn
- Heike Paul, Amerikanistik, Friedrich-Alexander-Universität Erlangen-Nürnberg
- Erika L. Pearce, immunologie, Institut Max-Planck d'immunobiologie et d'épigénétique, Fribourg-en-Brisgau
- Claus Ropers (de), physique des solides expérimentale, Université de Göttingen
- Oliver G. Schmidt, science des matériaux, Institut de recherche Leibniz sur l'état solide et les matériaux Dresde et faculté d'électrotechnique et de technique informatique, Université de technologie de Chemnitz
- Bernhard Schölkopf, apprentissage automatique, Institut Max-Planck pour les systèmes intelligents, Tübingen
- László Székelyhidi, mathématiques appliquées, Université de Leipzig

2017
- Lutz Ackermann, Chimie organique moléculaire, université de Göttingen
- Beatrice Gründler, études arabes, Université libre de Berlin
- Ralph Hertwig, psychologie cognitive, Institut Max-Planck de développement humain
- Karl-Peter Hopfner, biologie structurale, Université Louis-et-Maximilien de Munich
- Frank Jülicher, biophysique théorique, Institut Max-Planck de physique des systèmes complexes
- Lutz Mädler, génie des procédés mécaniques, Université de Brême
- Britta Nestler, science des matériaux, Institut de technologie de Karlsruhe
- Joachim Spatz, biophysique, Institut Max-Planck pour les systèmes intelligents et Université de Heidelberg
- Anne Storch, études africaines Université de Cologne
- Jörg Vogel, microbiologie médicale, Université de Wurtzbourg

2016
- Frank Bradke (en), neuroregénération, Centre allemand sur les maladies neurodégénératives (en) (DZNE), Bonn
- Emmanuelle Charpentier, infectiologie, Institut Max-Planck de biologie des infections, Berlin
- Daniel Cremers, vision par ordinateur, université technique de Munich
- Daniel James Frost, minéralogie et pétrologie expérimentale, université de Bayreuth
- Dag Nikolaus Hasse (de), philosophie, Institut de philosophie, université de Wurtzbourg
- Benjamin List, chimie organique moléculaire, Institut Max-Planck de recherche sur le charbon, Mülheim an der Ruhr
- Christoph Möllers, jurisprudence, université Humboldt de Berlin
- Marina Rodnina (en), biochimie, Institut Max-Planck de chimie biophysique, Göttingen
- Bénédicte Savoy, histoire de l'art moderne, université technique de Berlin
- Peter Scholze, géométrie arithmétique et algébrique, Institut mathématique, université de Bonn

2015
- Henry N. Chapman, physique biologique/physique des rayons X (Deutsches Elektronen-Synchrotron et Université de Hambourg)
- Hendrik Dietz, biochimie/biophysique (Université technique de Munich)
- Stefan Grimme, chimie théorique (Université de Bonn)
- Christian Hertweck, chimie biologique (Leibniz-Institut für Naturstoff-Forschung und Infektionsbiologie – Institut Hans-Knöll et Université d'Iéna)
- Friedrich Lenger, histoire moderne et contemporaine (Université de Gießen)
- Hartmut Leppin, histoire ancienne (Université de Francfort-sur-le-Main)
- Steffen Martus, littérature allemande moderne (Université Humboldt de Berlin)
- Tobias Moser, sensibilité auditive/oto-rhino-laryngologie (Université de Göttingen)

2014
- Artemis Alexiadou, linguistique (Université de Stuttgart)
- Armin von Bogdandy, droit public comparé et droit international (Institut Max-Planck de droit public et international comparé, Heidelberg)
- Andreas Dreizler, recherches sur la combustion (Université technique de Darmstadt)
- Nicole Dubilier, écologie marine (Institut Max-Planck de microbiologie marine, Brême et Université de Brême)
- Leif Kobbelt, informatique/infographie (RWTH Aachen)
- Laurens W. Molenkamp, physique expérimentale de l'état solide (Université de Würzburg)
- Brigitte Röder (de), psychologie biologique/neuropsychologie (Université de Hambourg)
- Christof Schulz, combustion et dynamique des gaz (Université de Duisbourg et Essen)
- Irmgard Sinning, biologie structurale (Université de Heidelberg)
- Rainer Waser, nanoélectronique/science des matériaux (RWTH Aachen et Institut Peter-Grünberg du centre de recherche de Juliers)
- Lars Zender, hépatologie/oncologie (Universitätsklinikum Tübingen)

2013
- Thomas Bauer, études islamiques (Université de Münster)
- Ivan Đikić, biochimie/biologie cellulaire (Université de Francfort-sur-le-Main)
- Frank Glorius, chimie moléculaire (Université de Münster)
- Onur Güntürkün, psychologie biologique (Université de la Ruhr à Bochum)
- Peter Hegemann, biophysique (Université Humboldt de Berlin)
- Marion Merklein, techniques de formage/techniques de fabrication (Université d'Erlangen-Nuremberg)
- Roderich Moessner – Institut Max-Planck de physique des systèmes complexes, Dresde, en collaboration avec Achim Rosch, physique théorique de l'état solide, Université de Cologne[10]
- Erika von Mutius, pédiatrie, allergologie, épidémiologie (clinique de l'Université de Munich)
- Vasilis Ntziachristos, imagerie biomédicale avec des méthodes optiques (Université technique de Munich)
- Lutz Raphael, histoire moderne et contemporaine (Université de Trèves)

2012
- Michael Brecht (de), neurophysiologie/neurosciences cellulaires (Bernstein Zentrum für Computational Neuroscience Berlin et Université Humboldt de Berlin)
- Rainer Forst, philosophie politique/théorie (Université de Francfort-sur-le-Main)
- Gunther Hartmann, pharmacologie clinique/immunité innée (Hôpital universitaire de Bonn (de))
- Christian Kurts, immunologie/néphrologie (Hôpital universitaire de Bonn)
- Matthias Mann, biochimie (Institut Max-Planck de biochimie, Martinsried)
- Friederike Pannewick, études arabes/littérature, théâtre, histoire des idées (Université de Marbourg)
- Nikolaus Rajewsky, biologie des systèmes (Centre Max-Delbrück de médecine moléculaire (de), Berlin)
- Ulf Riebesell, océanographie (Institut Leibniz d'océanographie (IFM-Geomar) à l'université de Kiel)
- Peter Sanders, informatique théorique/algorithmique (Institut de technologie de Karlsruhe, KIT)
- Barbara Wohlmuth, mathématiques numériques (Université technique de Munich)
- Jörg Wrachtrup, physique experimentale (Université de Stuttgart)

2011
- Ulla Bonas, microbiologie/phytopathologie moléculaire (université de Halle-Wittemberg)
- Christian Büchel (de), neurosciences cognitives(université de Hambourg-Eppendorf)
- Anja Feldmann (en), informatique (université technique de Berlin)
- Kai-Uwe Hinrichs (en), géochimie anorganique (université de Brême)
- Anthony A. Hyman (en), biologie cellulaire (Institut Max-Planck de biologie cellulaire moléculaire et de génétique, Dresde)
- Bernhard Keimer (en), physique des solides expérimentale (Institut Max-Planck de recherche sur l'état solide, Stuttgart)
- Franz Pfeiffer (en), physique des rayons X (université technique de Munich)
- Joachim Friedrich Quack (en), Égyptologie (université de Heidelberg)
- Gabriele Sadowski (en), thermodynamique (université technique de Dortmund)
- Christine Silberhorn (en), optique quantique (université de Paderborn)

### 2001 - 2010
2001 |
2002 |
2003 |
2004 |
2005 |
2006 |
2007 |
2008 |
2009 |
2010 |
2010
- Jan Born, neuroendocrinologie, études sur le sommeil, université de Lübeck
- Peter Fratzl, biomatériaux, institut Max-Planck de recherche sur les colloïdes et interfaces de Potsdam
- Roman Inderst, sciences économiques, université Johann Wolfgang Goethe de Francfort-sur-le-Main
- Christoph Klein, pédiatrie et oncologie pédiatrique, école de médecine de Hanovre
- Ulman Lindenberger, psychologie du développement, institut Max-Planck de développement humain de Berlin
- Frank Neese (en), chimie théorique, université de Bonn
- Jürgen Osterhammel (en), histoire, université de Constance
- Petra Schwille, biophysique, université technologique de Dresde
- Stefan Treue, neurosciences cognitives sur les primates, Deutsches Primatenzentrum de Göttingen
- Joachim Weickert (en), traitement d'images / informatique, université de la Sarre

2009
- Antje Boetius, biologie, institut Max-Planck de microbiologie marine de Brême
- Holger Braunschweig (en), chimie, université de Wurtzbourg
- Wolfram Burgard (en), informatique, université de Fribourg-en-Brisgau
- Heinrich Detering, littérature allemande et nordique, université de Göttingen
- Jürgen Eckert, physique des métaux, institut de recherche sur les corps solides et les matériaux de Dresde et université technologique de Dresde
- Armin Falk (en), sciences économiques, université de Bonn
- Frank Kirchhoff, virologie, université d'Ulm
- Jürgen Rödel, science des matériaux, Université de technologie de Darmstadt
- Karl Lenhard Rudolph, gastroentérologie, université d'Ulm
- Burkhard Wilking, géométrie différentielle, université de Münster
- Martin R. Zirnbauer (de), physique mathématique, université de Cologne

2008
- Susanne Albers, informatique théorique, Université de Fribourg-en-Brisgau
- Martin Beneke, chimie des particules théorique, université technique de Rhénanie-Westphalie à Aix-la-Chapelle
- Holger Boche, techniques et théorie de l'information, université technique de Berlin
- Martin Carrier, philosophie, université de Bielefeld
- Elena Conti et Elisa Izaurralde, biologie structurale et biochimie, institut Max-Planck de biochimie à Martinsried et institut Max-Planck de biologie à Tübingen
- Holger Fleischer, droit de l'économie, université de Bonn
- Stefan W. Hell, biophysique, institut Max-Planck de chimie biophysique à Göttingen
- Klaus Kern, chimie physique du solide, institut Max-Planck de recherche sur l'état solide à Stuttgart
- Wolfgang Lück, topologie algébrique, université de Münster
- Jochen Mannhart, physique du solide, université d'Augsbourg

2007
- Jens Claus Brüning, endocrinologie (université de Cologne)
- Patrick Bruno, physique du solide théorique (Institut Max-Planck de physique des microstructures, Halle (Saxe-Anhalt))
- Magdalena Götz, neurosciences (GSF et Université Louis-et-Maximilien de Munich)
- Peter Gumbsch, sciences des matériaux (Université de Karlsruhe et Fraunhofer-Institut für Werkstoffmechanik, Fribourg-en-Brisgau et Halle (Saxe-Anhalt))
- Gerald Haug, recherche sur le paléoclimat (GeoForschungsZentrum Potsdam et université de Potsdam)
- Bernhard Jussen, histoire du Moyen Âge (université de Bielefeld)
- Guinevere Kauffmann, astrophysique (Institut Max-Planck d'astrophysique, Garching bei München)
- Falko Langenhorst, minéralogie et pétrologie (université d'Iéna)
- Oliver Primavesi, philologie classique (université Louis-et-Maximilien de Munich)
- Detlef Weigel, biologie du développement végétal (Institut Max-Planck de biologie, Tübingen)

2006 
- Matthias Beller et Peter Wasserscheid, catalyse homogène (Université de Rostock) et procédés chimiques (Université Friedrich-Alexander d'Erlangen-Nuremberg)
- Patrick Cramer, biologie structurale (université Louis-et-Maximilien de Munich)
- Peter Jonas, neurophysiologie (Université de Fribourg-en-Brisgau)
- Ferenc Krausz, optique quantique (Université de Fribourg-en-Brisgau et Institut Max-Planck d'optique quantique à Garching bei München)
- Klaus Mezger, géochimie (Université de Münster)
- Thomas Mussweiler, psychologie sociale (Université de Cologne)
- Felix Otto, mathématiques (Université de Bonn)
- Dominik Perler, philosophie (Université Humboldt de Berlin)
- Gyburg Radke, philologie et philosophie (Université de Marbourg)
- Marino Zerial, biologie cellulaire (Institut Max-Planck de biologie cellulaire moléculaire et de génétique à Dresde)

2005
- Peter Becker, biologie cellulaire et biochimie (université Louis-et-Maximilien de Munich)
- Immanuel Bloch, optique quantique (Université de Mayence)
- Stefanie Dimmeler, cardiologie moléculaire (Université Johann Wolfgang Goethe de Francfort)
- Jürgen Gauß, chimie théorique (Université de Mayence)
- Günther Hasinger, astrophysique (Institut Max-Planck de physique extraterrestre à Garching bei München)
- Christian Jung, croissance végétale (Université Christian-Albrecht de Kiel)
- Axel Ockenfels, économie (Université de Cologne)
- Wolfgang Peukert, technologie mécanique (université Friedrich-Alexander d'Erlangen-Nuremberg)
- Barbara Stollberg-Rilinger, histoire (université de Münster)
- Andreas Tünnermann, microtechnique (Fraunhofer-Institut für Angewandte Optik und Feinmechanik à Iéna)

2004
- Frank Allgöwer (de), technique de régulation (Université de Stuttgart)
- Gabriele Brandstetter, sciences du théâtre (Université libre de Berlin)
- Thomas Carell, chimie organique (Université Louis-et-Maximilien de Munich)
- Karl Christoph Klauer, psychologie cognitive et sociale (Université de Bonn)
- Hannah Monyer, neurobiologie (Université de Heidelberg)
- Nikolaus Pfanner et Jürgen Soll, biochimie/biologie cellulaire et biologie cellulaire végétale (Université de Fribourg-en-Brisgau et Université Louis-et-Maximilien de Munich)
- Klaus Dieter Pfeffer, immunologie (Université Heinrich Heine de Düsseldorf)
- Dierk Raabe, sciences des matériaux (Institut Max-Planck de recherche sur le fer de Düsseldorf)
- Konrad Samwer, physique du solide (Université de Göttingen)
- Manfred Strecker, géologie (Université de Potsdam)

2003
- Winfried Denk, ophtalmologie (Institut Max-Planck de recherche médicale à Heidelberg)
- Hélène Esnault et Eckart Viehweg, géométrie algébrique (Université de Duisbourg et Essen)
- Gerhard Huisken, analyse géométrique (Institut Max-Planck de physique gravitationnelle à Potsdam)
- Rupert Klein, mécanique des fluides numérique (Université libre de Berlin et Potsdam-Institut für Klimafolgenforschung)
- Albrecht Koschorke, littérature allemande contemporaine (Université de Constance)
- Roland Lill, biologie cellulaire et biochimie (Université de Marbourg)
- Christof Niehrs, biologie moléculaire du développement (Centre allemand de recherche sur le cancer à Heidelberg)
- Ferdi Schüth, chimie inorganique (Institut Max-Planck à Mülheim an der Ruhr)
- Hans-Peter Seidel, graphique informatique (Institut Max-Planck d'informatique à Sarrebruck)
- Hubert Wolf, histoire religieuse et théologie catholique (Université de Münster)

2002
- Carmen Birchmeier-Kohler, biologie moléculaire (Max-Delbrück-Centrum für Molekulare Medizin à Berlin)
- Wolfgang Dahmen, mathématiques (Université technique de Rhénanie-Westphalie à Aix-la-Chapelle)
- Wolf-Christian Dullo, paléontologie (Université de Kiel)
- Bruno Eckhardt, physique théorique (Université de Marbourg)
- Michael Famulok, biochimie (Université de Bonn)
- Christian Haass, biochimie (Université Louis-et-Maximilien de Munich)
- Franz-Ulrich Hartl, biochimie cellulaire (Institut Max-Planck de biochimie à Martinsried)
- Thomas Hengartner, folklore (Université de Hambourg)
- Reinhold Kliegl, psychologie (Université de Potsdam)
- Wolfgang Kowalsky, optoélectronique (Université technique Carolo-Wilhelmina de Brunswick)
- Karl Leo, physique du solide (Université de technologie de Dresde)
- Frank Vollertsen, techniques de production (Université de Paderborn)

2001
- Jochen Feldmann, optoélectronique (Université Louis-et-Maximilien de Munich)
- Eduard Christian Hurt, biologie moléculaire (Université de Heidelberg)
- Hans Keppler, minéralogie (Université Eberhard Karl de Tübingen)
- Arthur Konnerth, neurophysiologie (Université Louis-et-Maximilien de Munich)
- Ulrich Konrad, musicologie (Université de Wurtzbourg)
- Martin Krönke, immunologie/biologie cellulaire (Université de Cologne)
- Joachim Küpper, littérature romantique (Université libre de Berlin)
- Christoph Markschies, théologie évangélique et histoire des religions (Université de Heidelberg)
- Wolfgang Marquardt, procédé de fabrication (Université technique de Rhénanie-Westphalie à Aix-la-Chapelle)
- Helge Ritter, informatique (Université de Bielefeld)
- Günter M. Ziegler, mathématiques (Université technique de Berlin)

### 1986 - 2000
1986 |
1987 |
1988 |
1989 |
1990 |
1991 |
1992 |
1993 |
1994 |
1995 |
1996 |
1997 |
1998 |
1999 |
2000 |
2000
- Klaus Fiedler, psychologie sociale et cognitive (Université de Heidelberg)
- Peter Greil, science des matériaux (Université Friedrich-Alexander d'Erlangen-Nuremberg)
- Matthias W. Hentze, biologie moléculaire (Laboratoire européen de biologie moléculaire à Heidelberg)
- Peter M. Herzig, géochimie et géologie économique (Technische Universität Bergakademie Freiberg)
- Reinhard Jahn, biologie cellulaire (Institut Max-Planck de chimie biophysique de Göttingen)
- Aditi Lahiri, linguistique générale (Université de Constance)
- Gertrude Lübbe-Wolff, droit public (Université de Bielefeld)
- Dieter Lüst, physique théorique (Université Humboldt de Berlin)
- Stefan Müller, mathématiques (Institut Max-Planck de mathématiques à Leipzig)
- Manfred Pinkal, linguistique informatique (Université de la Sarre)
- Ilme Schlichting, biophysique (Institut Max-Planck de physiologie moléculaire à Dortmund)
- Friedrich Temps et Hans-Joachim Werner, chimie physique (Université de Kiel) et chimie théorique (Université de Stuttgart)
- Martin Wegener, physique du solide (Université de Karlsruhe)

1999
- Ekkard Brinksmeier, techniques de production (Université de Brême)
- Bernd Bukau, biologie cellulaire (Université de Fribourg-en-Brisgau)
- Joachim Cuntz, mathématiques (Université de Münster)
- Alois Fürstner, chimie organométallique (Institut Max-Planck de Mülheim an der Ruhr)
- Friedrich Wilhelm Graf, théologie évangélique (Université d'Augsbourg)
- Ulrich Herbert, histoire (Université de Fribourg-en-Brisgau)
- Martin Johannes Lohse, pharmacologie (Université de Wurtzbourg)
- Volker Mosbrugger, paléontologie (Université Eberhard Karl de Tübingen)
- Hans-Christian Pape, neurophysiologie (Université de Magdebourg)
- Joachim Ullrich, physique expérimentale (Université de Fribourg-en-Brisgau)

1998
- Heinz Breer, zoologie (Université de Hohenheim)
- Nikolaus P. Ernsting et Klaus Rademann, chimie physique (Université Humboldt de Berlin)
- Hans-Jörg Fecht, matériaux métalliques (Université d'Ulm)
- Ute Frevert, histoire moderne (Université de Bielefeld)
- Wolf-Bernd Frommer, physiologie végétale moléculaire (Université Eberhard Karl de Tübingen)
- Christian Griesinger, chimie organique (Université Johann Wolfgang Goethe de Francfort)
- Regine Hengge-Aronis, microbiologie (Université de Constance)
- Onno Oncken, géologie (GeoForschungsZentrum de Potsdam et Université libre de Berlin)
- Hermann Parzinger, histoire de l'Europe de l'est (Institut allemand d'archéologie de Berlin)
- Ingo Rehberg, physique expérimentale (Université de Magdebourg)
- Dietmar Vestweber, biologie cellulaire et biochimie (Université de Münster)
- Annette Zippelius, physique du solide (Université de Göttingen)

1997
- Thomas Boehm, biologie moléculaire du développement (Centre allemand de recherche sur le cancer à Heidelberg)
- Wolfgang Ertmer, physique expérimentale (Université de Hanovre)
- Angela D. Friederici, neuropsychologie (Institut Max-Planck de neurologie et des sciences cognitives à Leipzig)
- Georg Fuchs, microbiologie (Université de Fribourg-en-Brisgau)
- Jean Karen Gregory, science des matériaux (Université technologique de Munich)
- Andreas Kablitz, philologie romane et italianistique (Université de Cologne)
- Matthias Kleiner (de), techniques de transformation (Université technologique de Cottbus)
- Paul Knochel, chimie organométallique (Université de Marbourg)
- Elisabeth Knust, génétique du développement (Université Heinrich Heine de Düsseldorf)
- Stephan W. Kochk, physique théorique (Université de Marbourg)
- Christian F. Lehner, génétique moléculaire (Université de Bayreuth)
- Stefan M. Maul, Altorientalistik (Université de Heidelberg)
- Ernst Mayr, informatique théorique (Université technologique de Munich)
- Gerhard Wörner, minéralogie et géochimie (Université de Göttingen)

1996
- Eduard Arzt, métallographie (Université de Stuttgart et Institut Max-Planck de recherche sur les métaux à Stuttgart)
- Hans Werner Diehl, physique théorique (Université de Duisbourg et Essen)
- Gerd Faltings, mathématiques (Institut Max-Planck de mathématiques à Bonn)
- Ulf-Ingo Flügge, biochimie végétale (Université de Cologne)
- Wolfgang Klein, linguistique (Institut Max-Planck de linguistique à Nimègue)
- Dieter Langewiesche, histoire moderne (Université Eberhard Karl de Tübingen)
- Reinhart Georg Lührmann, biologie moléculaire (Université de Marbourg)
- Joachim Reitner, paléontologie (Université de Göttingen)
- Michael Reth, immunologie (Institut Max-Planck d'immunobiologie à Fribourg-en-Brisgau)
- Wolfgang Schnick, chimie du solide (Université de Bayreuth)
- Winfried Schulze, histoire (Université Louis-et-Maximilien de Munich)
- Reinhard Zimmermann, histoire du droit et droit civil (Université de Ratisbonne)

1995
- Siegfried Bethke, physique des particules élémentaires (Université technique de Rhénanie-Westphalie à Aix-la-Chapelle)
- Niels Birbaumer, psychophysiologie (Université Eberhard Karl de Tübingen)
- Hans-Joachim Freund, chimie physique (Université de la Ruhr à Bochum)
- Martin Grötschel, mathématiques appliquées (Université technique de Berlin)
- Axel Haverich, chirurgie (Université de Kiel)
- Gerhard Hirzinger, robotique (Deutsches Zentrum für Luft- und Raumfahrt)
- Thomas Jentsch, biochimie (Université de Hambourg)
- Gerd Jürgens, développement végétale moléculaire (Université Eberhard Karl de Tübingen)
- Wolfgang Schleich, optique quantique (Université d'Ulm)
- Manfred G. Schmidt, sciences politiques (Université de Heidelberg)
- Thomas Schweizer (†), folklore (Université de Cologne)
- Elmar Weiler, physiologie végétale (Université de la Ruhr à Bochum)
- Emo Welzl, informatique (Université libre de Berlin)

1994
- Gisela Anton, physique expérimentale (Université de Bonn)
- Manfred Broy et Ernst-Rüdiger Olderog, informatique (Université technologique de Munich et Université Carl von Ossietzky d'Oldenbourg)
- Ulrich R. Christensen, géophysique (Université de Göttingen)
- Ulf Eysel, neurophysiologie (Université de la Ruhr à Bochum)
- Theo Geisel, physique théorique (Université Johann Wolfgang Goethe de Francfort)
- Peter Gruss, biologie cellulaire (Institut Max-Planck de chimie biophysique à Göttingen)
- Wolfgang Hackbusch, mathématiques numériques (Université de Kiel)
- Adrienne Héritier et Helmut Willke, sociologie et politologie (Université de Bielefeld)
- Stefan Jentsch, biologie moléculaire (Université de Heidelberg)
- Glenn W. Most, philologie classique (Université de Heidelberg)
- Johann Mulzer, chimie organique (Université libre de Berlin)
- Peter Schäfer, étude du judaïsme (Université libre de Berlin)

1993
- Christian von Bar, droit privé international (Université d'Osnabrück)
- Johannes Buchmann et Claus-Peter Schnorr, informatique théorique (Université de la Sarre et Université Johann Wolfgang Goethe de Francfort)
- Dieter Enders, chimie organique (Université technique de Rhénanie-Westphalie à Aix-la-Chapelle)
- Gunter Fischer, biochimie (Université Martin-Luther de Halle-Wittemberg)
- Michael Frotscher, neuroanatomie (Université de Fribourg-en-Brisgau)
- Jürgen Jost, mathématiques (Université de la Ruhr à Bochum)
- Regine Kahmann, génétique moléculaire (Université Louis-et-Maximilien de Munich)
- Wolfgang Krätschmer, physique atomique (Institut Max-Planck de physique nucléaire à Heidelberg)
- Klaus Petermann, électronique à haute fréquence (Université technique de Berlin)
- Wolfgang Prinz, psychologie (Institut Max-Planck de psychologie à Munich)
- Rudolf G. Wagner, sinologie (Université de Heidelberg)
- Jürgen Warnatz, combustion (Université de Stuttgart)

1992
- Georg W. Bornkamm, virologie (GSF à Munich)
- Christopher Deninger, Michael Rapoport, Peter Schneider et Thomas Zink, mathématiques (Université de Münster, Université bergeoise de Wuppertal (de), Université de Cologne et Université de Bielefeld)
- Irmela Hijiya-Kirschnereit, japanologie (Université libre de Berlin)
- Jürgen Kocka, histoire sociale (Université libre de Berlin)
- Joachim Menz, géologie/géophysique (Université technologique de Freiberg)
- Friedhelm Meyer auf der Heide et Burkhard Monien, informatique (Université de Paderborn)
- Jürgen Mlynek, physique expérimentale (Université de Constance)
- Svante Pääbo, biologie moléculaire (Université Louis-et-Maximilien de Munich)
- Wolfgang Raible, romanistique (Université de Fribourg-en-Brisgau)
- Hans-Georg Rammensee, immunologie (Institut Max-Planck de biologie du développement à Tübingen)
- Jan Veizer (en), géochimie des sédiments (Université de la Ruhr à Bochum)

1991
- Gerhard Ertl, chimie physique (Fritz-Haber-Institut der Max-Planck-Gesellschaft à Berlin)
- Dieter Fenske et Michael Veith, chimie inorganique (Université de Karlsruhe et Université de la Sarre)
- Ernst O. Göbel, physique du solide (Université de Marbourg)
- Dieter Häussinger, médecine interne (Université de Fribourg-en-Brisgau)
- Karl-Heinz Hoffmann, mathématiques appliquées (Université d'Augsbourg)
- Randolf Menzel, zoologie et neurobiologie (Université libre de Berlin)
- Rolf Müller, biochimie et biologie moléculaire (Université de Marbourg)
- Hermann Riedel, mécanique du solide (Fraunhofer-Institut für Werkstoffmechanik à Fribourg-en-Brisgau)
- Hans-Ulrich Schmincke, minéralogie et volcanologie (Leibniz-Institut für Meereswissenschaften à Kiel)
- Michael Stolleis, histoire du droit (Université Johann Wolfgang Goethe de Francfort)
- Martin Warnke, histoire de l'art (Université de Hambourg)

1990
- Reinhard Genzel, astrophysique (Institut Max-Planck d'astrophysique à Garching bei München)
- Rainer Greger, physiologie (Université de Fribourg-en-Brisgau)
- Ingrid Grummt, biologie moléculaire (Université de Wurtzbourg)
- Martin Jansen et Arndt Simon, chimie inorganique (Université de Bonn et Institut Max-Planck de recherche sur l'état solide à Stuttgart)
- Bert Hölldobler, zoologie (Université de Wurtzbourg)
- Konrad Kleinknecht, physique expérimentale (Université de Mayence)
- Norbert Peters, recherche sur la combustion (Université technique de Rhénanie-Westphalie à Aix-la-Chapelle)
- Helmut Schwarz, chimie organique (Université technique de Berlin)
- Dieter Stöffler, planétologie (Université de Münster)
- Richard Wagner, physique du solide (GKSS-Forschungszentrum à Geesthacht)

1989
- Heinrich Betz, neurobiologie (Université de Heidelberg)
- Claus-Wilhelm Canaris, droit civil (Université Louis-et-Maximilien de Munich)
- Herbert Gleiter, sciences du solide (Université de la Sarre)
- Theodor W. Hänsch, physique des lasers (Université Louis-et-Maximilien de Munich et Institut Max-Planck d'optique quantique à Garching bei München)
- Joachim Milberg, techniques de production (Université technologique de Munich)
- Jürgen Mittelstraß, philosophie (Université de Constance)
- Sigrid D. Peyerimhoff, chimie théorique (Université de Bonn)
- Manfred T. Reetz, chimie organique (Université de Marbourg)
- Michael Sarnthein et Jörn Thiede (de), géologie marine (Université de Kiel et Leibniz-Institut für Meereswissenschaften à Kiel)
- Reinhard Stock, physique atomique expérimentale (Université Johann Wolfgang Goethe de Francfort)
- Wolfgang Stremmel, médecine interne (Université Heinrich Heine de Düsseldorf)

1988
- Karl Joachim Ebeling, électronique à haute fréquence (Université technique Carolo-Wilhelmina de Brunswick)
- Lothar Gall, histoire moderne (Université Johann Wolfgang Goethe de Francfort)
- Günter Harder, mathématiques (Université de Bonn)
- Walter Haug et Burghart Wachinger, littérature allemande ancienne (Université Eberhard Karl de Tübingen)
- Werner Hildenbrand, économie politique (Université de Bonn)
- Ingo Müller, physique théorique (Université technique de Berlin)
- Herbert W. Roesky et George Michael Sheldrick, chimie inorganique (Université de Göttingen)
- Wolfram Saenger et Volker Erdmann, biochimie (Université libre de Berlin)
- Günther Schütz, biologie moléculaire (Deutsches Krebsforschungszentrum à Heidelberg)
- Hans Wolfgang Spiess, chimie physique (Institut Max-Planck de recherche sur les polymères à Mayence)
- Karl Otto Stetter, microbiologie (Université de Ratisbonne)
- Thomas Weiland, physique des hautes énergies (Deutsches Elektronen-Synchrotron à Hambourg)

1987
- Gerhard Abstreiter, physique des semi-conducteurs (Université technologique de Munich)
- Knut Borchardt, histoire de l'économie et économie politique (Université Louis-et-Maximilien de Munich)
- Nils Claussen, matériaux céramiques (Université de technologie de Hambourg-Harburg)
- Bernd Giese, chimie organique (Université technologique de Darmstadt)
- Wolfgang A. Herrmann et Hubert Schmidbaur, chimie inorganique (Université technologique de Munich)
- Günter Hotz, Kurt Mehlhorn et Wolfgang Paul (de), informatique (Université de la Sarre)
- Erwin Neher et Bert Sakmann, chimie biophysique (Institut Max-Planck de chimie biophysique à Göttingen)
- Friedrich A. Seifert, minéralogie (Université de Bayreuth)
- Rudolf K. Thauer, microbiologie (Université de Marbourg)
- Hans-Peter Zenner, biologie cellulaire (Université de Wurtzbourg)

1986
- Géza Alföldy, histoire ancienne (Université de Heidelberg)
- Dietrich Dörner (en), psychologie (Université Otto-Friedrich de Bamberg)
- Jürgen Habermas, philosophie (Université Johann Wolfgang Goethe de Francfort)
- Otto Ludwig Lange et Ulrich Heber, écologie et biochimie (Université de Wurtzbourg)
- Hartmut Michel, biochimie (Institut Max-Planck de biochimie à Martinsried)
- Christiane Nüsslein-Volhard et Herbert Jäckle, biologie (Institut Max-Planck de biologie du développement à Tübingen)
- Peter R. Sahm, moulage (université technique de Rhénanie-Westphalie à Aix-la-Chapelle)
- Fritz Peter Schäfer, physique des lasers (Institut Max-Planck de chimie biophysique à Göttingen)
- Frank Steglich, physique du solide (Université technologique de Darmstadt)
- Albert H. Walenta, physique expérimentale (université de Siegen)
- Julius Wess, physique théorique (université de Karlsruhe)